# Enric Adroher i Pascual

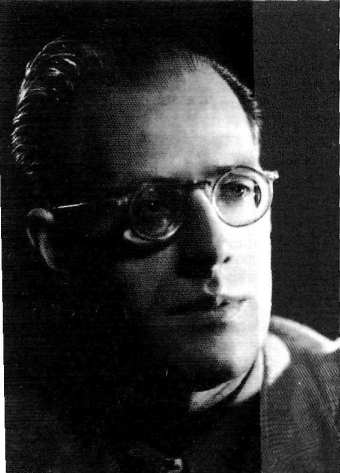
Enric Adroher el 1946

Enric Adroher i Pascual  (Girona, 10 de juny de 1908 - Barcelona, 10 de desembre de 1987) fou un polític català, també conegut pel pseudònim de Gironella. Era el segon de set germans. Treballà com a mestre d'escola. El 1928 s'afilià a la FAI i publicà els seus primers articles a Solidaridad Obrera. L'any 1930 ja es considerava un comunista i milità a la Agrupación Comunista de Madrid. A finals d'any va participar en l' aixecament republicà de Jaca que, reprimit, se'n va poder escapar. El 1931 era membre del comitè executiu del Bloc Obrer i Camperol i va passar del sindicat CNT a la UGT. El 1934 participà en l'organització de la Federació Catalana de Treballadors de l'Ensenyament (FCTE), dins la UGT, de la qual fou elegit secretari general, i col·laborà al diari La Batalla.
Fou fundador, militant i dirigent del Partit Obrer d'Unificació Marxista (POUM) el 1935. Quan esclatà la guerra civil espanyola fou representant del POUM al Comitè de Milícies Antifeixistes de Catalunya. Participà en els fets de maig, fou detingut, i passa una setmana en una txeca i després fou processat acusat de col·laboració amb els feixistes, condemnat a 15 anys de presó. Amb la victòria franquista a la guerra civil espanyola hagué d'exiliar-se a França i després a Mèxic. El 1947 retornà a Europa i va participar, a Londres, en la fundació del Moviment Socialista pels Estats Units d’Europa (precedent del Partit Socialista Europeu), del qual fou secretari general fins a 1964 i, el 1948, va ser present a la Haia en la fundació del Moviment Europeu, en el congrés presidit per l’expremier britànic Winston Churchill. El 1956 es traslladà a viure a Brussel·les.
En 1962 organitza i participa a l'anomenat "Contuberni de Múnic". Pels vols de 1971 s'incorporà, juntament amb Josep Sans i Joan Blanch, a la junta del Casal Català de Brussel·les, el qual presidí poc després. El 1976 retornà a Catalunya i encapçalà una escissió de signe socialdemòcrata al si del POUM que s'integrà al Partit Socialista de Catalunya-Congrés (PSC-C). L'any 1978 és elegit President del Consell Català del Moviment Europeu. El 1985 rebé la Gran Cruz de Isabel I la Católica i el 1986 la Creu de Sant Jordi. El juny del 1987 signà una carta dirigida a Mikhaïl Gorbatxov, secretari general del PCUS, demanant-li que fes públiques les dades que poguessin existir, en els arxius soviètics, sobre el segrest i posterior assassinat d'Andreu Nin.

## Fons personal
El seu fons personal es conserva a l'Arxiu Nacional de Catalunya. El fons conté la documentació generada i rebuda per diversos membres de les famílies Isgleas Alsina i Adroher Isgleas (principalment de Francesc Isgleas i Flora Isgleas, per una banda, i d'Enric Adroher, per una altra). Inclou documentació personal i familiar, produïda en funció de les seves activitats professionals i, especialment, la generada com a resultat de la militància política i sindical en temps de l'exili i la Transició democràtica. Destaca, a més, la sèrie de correspondència i d'obra creativa.